# Ophidiaster duncani
Ophidiaster duncani is een zeester uit de familie Ophidiasteridae.
De wetenschappelijke naam van de soort werd in 1885 gepubliceerd door Perceval de Loriol.